# Antonio Martín Bienes
Antonio Martín Bienes (Zamora, ? - 28 de enero de 1894) fue un religioso trinitario español, último Ministro general de la rama calzada de la Orden de la Santísima Trinidad y de los cautivos.

## Biografía
Antonio Martín Bienes era natural de Zamora (España). Fue elegido Ministro de la casa de la Trinidad de Vía Condotti en Roma y el 22 de enero de 1856 fue nombrado Comisario general de la Orden de la Santísima Trinidad, cargo que reemplazaba al de Ministro general en la Orden por haber perdido todas las casas y haber quedado reducida solo a aquella de Roma, con apenas cuatro religiosos, aparte de Antonio quedaron los sacerdotes José Forjas y Pedro Alba y el hermano Estanislao Cuende.
Bernardino de la Asunción, un trinitario descalzo, intentando salvar la rama calzada, le ofreció a Antonio Martín dos religioso jóvenes sacerdotes, este no los aceptó. El último Ministro general calzado falleció el 28 de enero de 1894, curiosamente cuando la Orden cumplía siete siglos de existencia. Los dos religiosos sacerdotes calzados se secularizaron, mientras que el hermano Estanislao, marchó hacia el convento de los descalzos de Algorta (Vizcaya - España).
Luego del Vaticano II vista la desaparición de la Orden calzada, desaparecieron los viejos títulos de «calzados» o «descalzos», retomando al nombre original de Orden de la Santísima Trinidad y de los Cautivos.